# Selman Abraham Waksman
Selman Abraham Waksman (Priluki, Прилу́ки, Imperi Rus 1888 - Woods Hole, EUA 1973) fou un bioquímic i professor universitari estatunidenc, d'origen rus, guardonat amb el Premi Nobel de Medicina o Fisiologia l'any 1952.

## Biografia
Va néixer el 2 de juliol de 1888 a la ciutat de Prjiluki, situada en aquells moments dins l'imperi Rus però que avui dia està situada a la Província de Txernihiv d'Ucraïna, en una família de religió jueva. Va cursar els estudis secundaris a la ciutat d'Odessa, però l'any 1910 es va traslladar als Estats Units, on es va matricular a la Universitat Rutgers de Nova Jersey per estudiar agricultura. Després de fer estudis de bioquímica es va doctorar en aquesta especialitat a la Universitat de Berkeley l'any 1918.
L'any 1916 li fou concedida la ciutadania nord-americana. El 1925 fou nomenat professor a Rutgers, assumint posteriorment la direcció del departament de microbiologia de la Universitat Rutgers. Va morir el 16 d'agost de 1973 a la ciutat de Woods Hole, situada a l'estat nord-americà de Massachusetts.

## Recerca científica
Va iniciar les seves investigacions sobre els microorganismes patògens, com per exemple el de la tuberculosi, observant com aquests eren destruïts al sòl. Investigant sobre aquest fet va descobrir que certs microorganismes eren els responsables d'aquesta destrucció, entre ells un fong que va denominar Streptomices griseus.
Interessat posteriorment en els antibiòtics (mot emprat per Waksman) va descobrir, entre d'altres, l'actinomicina (1940), clavicina (1941), estreptotricina (1942), estreptomicina (1943), neomicina (1948). L'estreptomicina i la neomicina avui en dia encara són útils en el tractament de malalties infeccioses, i l'estreptomicina fou el primer antibiòtic utilitzat per a guarir la tuberculosi.
L'any 1951 creà la Waskman Foundation for Microbiology, fundació que utilitza bona part dels "royalties" obtinguts de les seves patents. L'any 1952 li fou concedit el Premi Nobel de Medicina o Fisiologia pel descobriment de l'estreptomicina, el primer antibiòtic realment efectiu contra la tuberculosi. Si bé la Fundació Nobel només inclogué aquest descobriment en el seu guardó, la comunitat científica fa extensiu aquest premi a la seva recerca bioquímica sobre els antibiòtics.